# Elena Gheorghe
Elena Gheorghe (født 30. juli 1985) er en rumænsk sanger og model, som repræsenterede Rumænien ved Eurovision Song Contest 2009 med sangen "Balkan Girls". Sangen opnåede en nittendeplads med 40 point.
Hun var medlem af gruppen Mandinga fra dens dannelse i 2002, til hun gik solo i 2006.